# Голубянка икар
Голубянка икар, или голубянка Икар (лат. Polyommatus icarus) — дневная бабочка из семейства голубянок.
Длина переднего крыла имаго — 13—17 мм.

## Систематика
Вид Polyommatus icarus был описан Зигмундом фоном Роттембургом в 1775 году.

### Подвиды
К виду относят следующие подвиды:
- Polyommatus icarus icarus (Rottemburg, 1775) (Европа, Кавказ, Закавказье)
- Polyommatus icarus mariscolore (Kane, 1893) (Ирландия)
- Polyommatus icarus fuchsi (Sheljuzhko, 1928) (Южная Сибирь, Забайкалье)
- Polyommatus icarus omelkoi Dubatolov & Korshunov, 1995 (Амур, Уссури)
- Polyommatus icarus ammosovi (Kurentzov, 1970) (Центральная Якутия, Дальний Восток, Камчатка)
- Polyommatus icarus fugitiva (Butler, 1881) (Пакистан)
- Polyommatus icarus napaea (Grum-Grshimailo, 1891) (Тянь-Шань)
- Polyommatus icarus zelleri Verity, 1919

## Биология
В зависимости от широты, развивается в двух-трёх поколениях. На крайнем юге, например, в степной зоне Украины и на южном берегу Крыма возможно развитие четвёртого. На юге Восточной Европы имаго встречаются практически непрерывно с начала апреля по октябрь. Самки откладывают на верхнюю сторону листьев различных травянистых растений по 1 яйцу, иногда у черешков молодых листьев, у вершины стебля или во влагалище листьев. Самки часто откладывают яйца на растения близ муравейников. Молодые гусеницы перемещаются на нижнюю сторону листа, объедают листья с краев, затем уничтожают листовые пластинки полностью, контактируют с муравьями видов жёлтый земляной муравей, садовый бледноногий муравей, чёрный садовый муравей, серый песчаный муравей, Iberoformica subrufa, Plagiolepis pygmaea, Myrmica lobicornis и Myrmica sabuleti. Зимует гусеница последней генерации, реже куколка. Зимует на стебле, у основания растения или в подстилке. Окукливается в растительном опаде или в верхнем слое почвы, окружая себя рыхлой сетью из шелковины. Часто муравьи заносят куколок в различные трещины или другие укрытия в земле.

## Кормовые растения
Anthyllis vulneraria — язвенник обыкновенный, Anthyllis sp. — язвенник, Astragalus sp. — астрагал, Coronilla varia — вязель разноцветный, Fragaria vesca — земляника лесная, Fragaria sp. — земляника, Genista sp. — дрок, Lotus corniculatus — лядвенец рогатый, Lotus sp. — лядвенец, Medicago sp. — люцерна, Melilotus sp. — донник, Onobrychis sp. — эспарцет, Ononis sp. — стальник, Sarothamnus scoparius — жарновец метельчатый, Trifolium pratense — клевер луговой, Trifolium sp. — клевер, Vicia cracca — горошек мышиный, Vicia sp. — горошек, вика.

## Время лёта

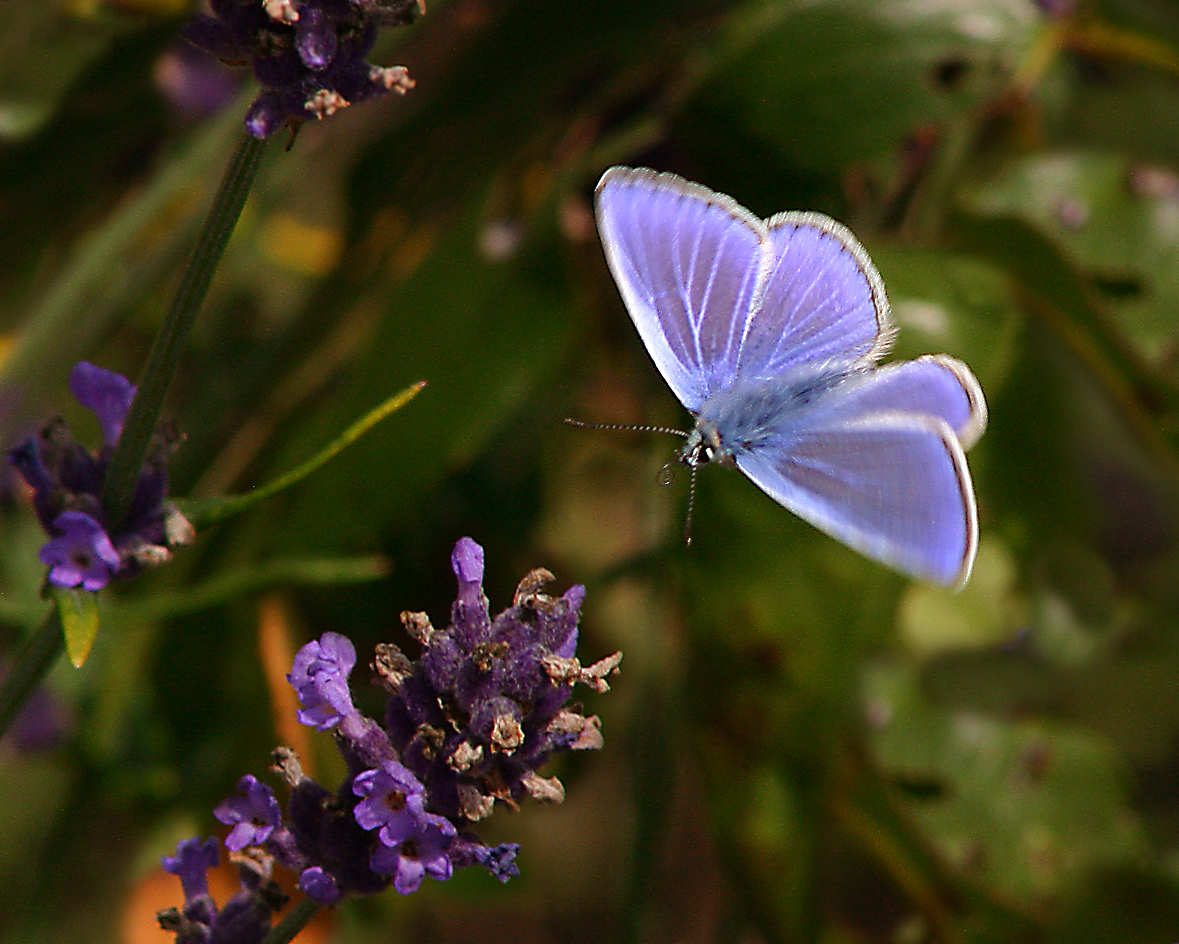
Голубянка икар в полёте

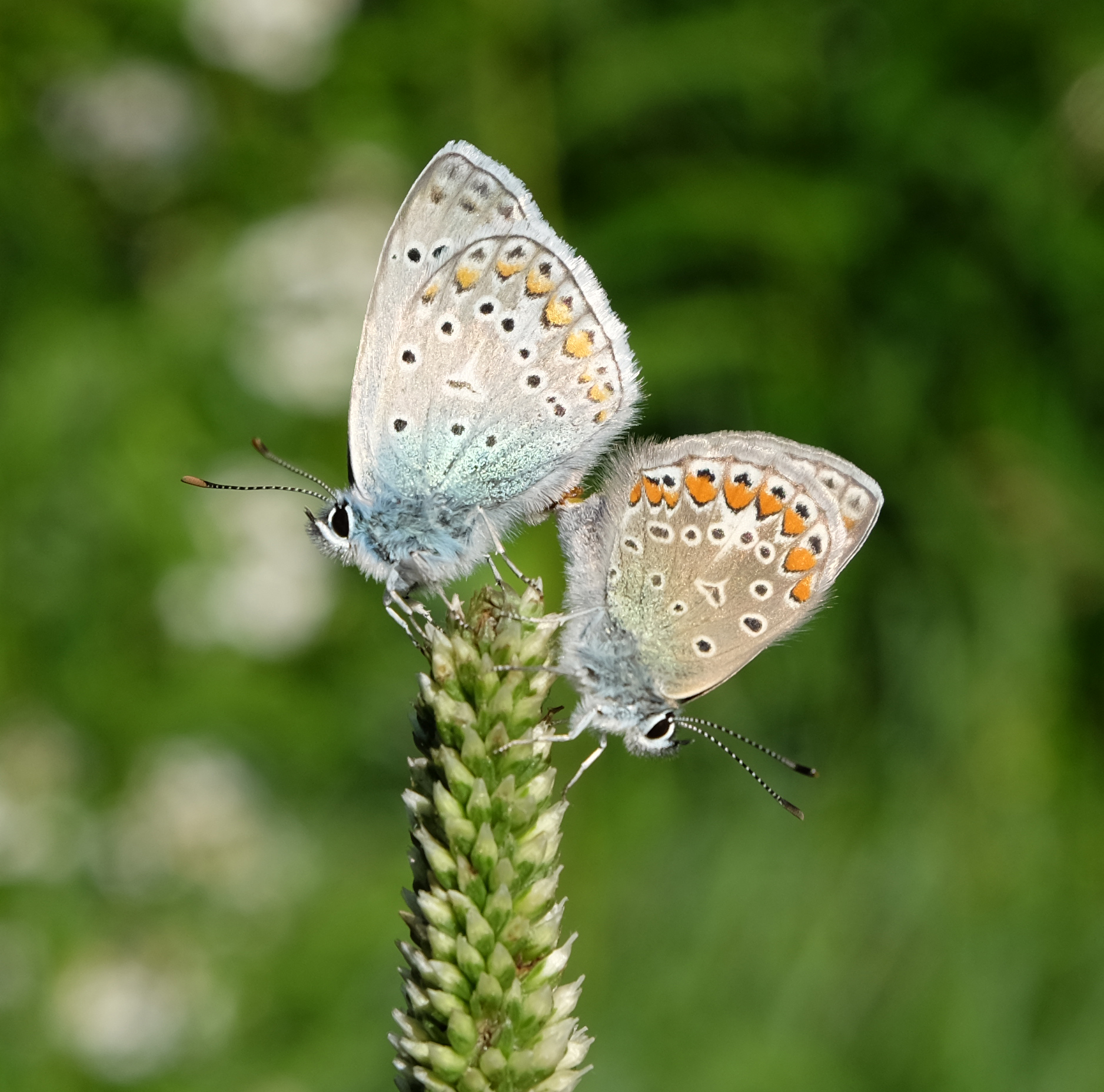
Спаривание бабочек, самец — слева

Апрель — 2—3 декады, май, июнь, июль, август, сентябрь, октябрь — 1 декада.

## Место обитания
Эврибионт. Луга различных типов, поляны, просеки, опушки, полосы отчуждения железных и шоссейных дорог, пустыри, сады, парки, урбанизированные территории и т. д. На юге является массовым видом на люцерновых полях. На Кольском полуострове наблюдается на луговых сообществах у населенных пунктов.

## Ареал
Внетропическая Евразия. Отсутствует на Японских островах. Встречается по всей территории Америки. Самый обычный и массовый вид семейства. В северо-западной Африке замещается на морфологически близкий, но значительно отличающийся по молекулярно-генетическим маркерам вид Polyommatus celina (Austaut, 1879).

## Замечания по систематике
В Восточной Европе представлен номинативным подвидом. Наряду с типовой встречается форма P. i. icarinus, у которой на переднем крыле в прикорневой области отсутствуют глазки или точки. В 1999 году Б. В. Страдомским и Ю. Г. Арзановым были описаны «двойники» Polyommatus icarus — Polyommatus neglectus и Polyommatus elena. В качестве основания были предложены различия в строении гениталий обоих полов. В гениталиях самца P. i. elena лопасти ункуса удлиненные и суженные в сравнении с P. i. icarus, дорсальный край винкулума явственно более выпуклый. Эдеагус у P. i. elena слабо склеротизован, сплющен с боков, не имеет перегиба в базальной четверти. Вершина поствагинальной пластинки в гениталиях самки P. i. elena имеет характерные участки склеротизации, в то время как для icarus характерно беспорядочное расположение склеротизованных точек. Последующие молекулярно-генетические исследования также показали значительное различие между P. i. icarus и P.  i. elena (более 6,5 %) в такой ядерной последовательность ДНК, как internal transcribed spacer 2 — ITS 2. Что касается P. neglectus, то этот таксон был сведен в синоним к Polyommatus icarus.